# 6 mm BR Remington
Die 6 mm BR Remington (auch 6 mm BR Rem.) ist eine Patrone für das Benchrest-Schießen (BR).

## Geschichte

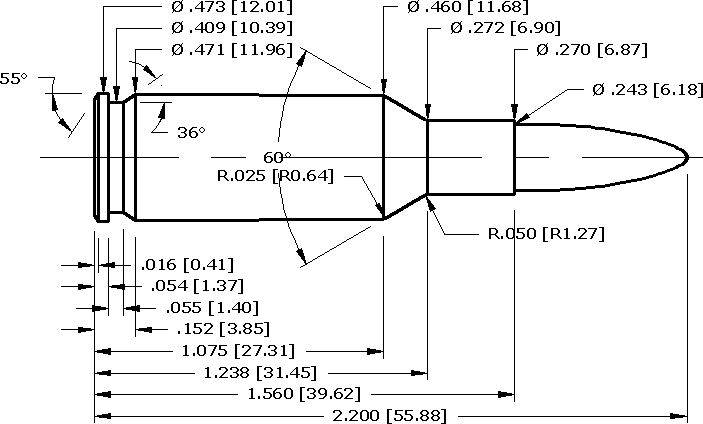
Abressungen 6 mm BR Remington

Sie wurde 1981 von Remington als Alternative zur 6 mm PPC entwickelt. Die Hülse dieser Patrone ist kürzer und dicker als die Hülse der 6 mm PPC. Den Trend zu ähnlichen Hülsenformen sieht man auch bei der Patrone .300 WSM.
Die Patrone 6 mm BR Rem. darf keinesfalls mit den Patronen 6mm BR Norma oder 6 mm BR Farè verwechselt werden, weil diese andere Abmessungen haben.